# 128
128（一百二十八）是127与129之间的自然数。

## 在數學
- 第96個合數，正因數有1、2、4、8、16、32、64和128。前一個為126、下一個為129。
質因數分解為{\displaystyle 2^{7}}。
- 第97個虧數，真因數和為127，虧度為1。前一個為127、下一個為129。
- 第2個十进制的節儉數。前一個為125、下一個為243。
- 正一百二十八邊形為第27個可作圖多邊形。前一個為120、下一個為136。
- 最大的不能表示成相異平方數之和的整數
- 傅利曼數：{\displaystyle 2^{8-1}}
- 首三個質數的階乘之和：2! + 3! + 5!

## 歷史上
- 1932年1月28日 一·二八事變

## 其他範疇
- 的環境污染報告熱線電話